# Etterbeek
Etterbeek je obec v Bruselském regionu v Belgii. Nachází se jižně od parku Jubelpark, nedaleko evropské čtvrti, kde sídlí celá řada institucí EU. Žije zde přibližně 48 tisíc obyvatel.

## Významní rodáci
- Constantin Meunier, malíř a sochař (1831–1905)
- Herman Van Rompuy, politik (* 1947)
- Jérôme d'Ambrosio, závodník (* 1985)
- Hergé, kreslíř (1907–1983)